# كوستيانتينيفكا
كوستيانتينيفكا هي مدينة صناعية تقع في أوبلاست دونيتسك شرق أوكرانيا.